# Interdiscurso
El interdiscurso es la relación implícita o explícita que un discurso tiene con otros discursos. La interdiscursividad es el aspecto de un discurso que lo relaciona con otros discursos. Norman Fairclough prefiere el concepto «órdenes del discurso». La interdiscursividad suele ser principalmente un concepto analítico, p.e. en Foucault y Fairclough. La interdiscursividad tiene una estrecha afinidad con la recontextualización porque el interdicto a menudo implica que los elementos se importan de otro discurso.

## Niveles
El significado de interdiscurso varía. Denota al menos tres niveles:
1. En Jean-Jacques Courtine, la interdiscursividad significa que un discurso tiene una relación con otro discurso. Es decir, tiene un significado que está cerca del significado de la intertextualidad.
2. En Norman Fairclough y Per Linell, interdiscurso denota relaciones entre tipos de discurso, como los géneros.
3. En Michel Foucault y Marc Angenot, interdiscurso[1] denota relaciones entre formaciones discursivas, es decir, entre grandes entidades discursivas heterogéneas, como la historia natural y la economía política durante la Ilustración. En Michel Foucault, el interdiscurso es el estudio de la diferencia y la igualdad entre las formaciones discursivas.

Un ejemplo ilustra los tres niveles: Un ministro de medio ambiente habla en el parlamento sobre una propuesta.
1. Se refiere a otros discursos específicos en el parlamento sobre la propuesta.
2. Se refiere a un memorándum de sus funcionarios.
3. Se refiere a informes científicos que apoyan la propuesta.

El ejemplo ilustra que 2. y 3. son casos específicos de 1, en el sentido de que se relacionan con otro discurso. Para evitar esto, el nivel 1. podría definirse como relaciones con otros discursos dentro de la misma formación discursiva y tipo de discurso. En consecuencia, la definición de los niveles depende de la definición de formación discursiva y los tipos de discurso, y los tres niveles pueden colapsar en la medida en que estos conceptos no se conciban. En resumen, la estratificación del interdiscurso depende de la estratificación del discurso.

## Poder, ideología y configuración interdiscursiva
Los niveles 2 y 3. pueden concebirse como particularmente destacados. Esto se explica en Marc Angenot y Donald Bruce por referencia a Mijaíl Bajtín: en el diálogo de Bajtín, el enunciado es la unidad de habla natural significativa y finalizada, a la que otros deben responder, es decir, otros interpretan el enunciado situándolo en un contexto discursivo. Pero, un enunciado puede ser interpretado (contextualizado) de varias maneras, y el interdiscurso e interdiscursividad denotan cómo ciertas interpretaciones (y relaciones con otros discursos) son socialmente más privilegiadas que otras. Como el interdiscurso privilegia ciertas interpretaciones, tiene una estrecha afinidad con los conceptos de ideología, hegemonía y poder (sociología). Para Bajtín / Voloshinov, los signos son una realidad que refracta otra realidad, es decir, los signos son ideológicos. Por lo tanto, la incrustación de un discurso en un interdiscurso es una interpretación ideológica del discurso.
En Michel Foucault, la interdiscursividad no está ligada a la ideología, sino que es uno más de los conceptos abiertos para el análisis de las relaciones entre formaciones discursivas, en la cartografía de su configuración. Este tipo de análisis constituye una parte de su análisis del discurso.
El carácter coherente y restrictivo de los interdiscursos se refleja en el concepto de la primacía del interdiscurso. El interdiscurso es lo decible, lo opuesto de lo que no se puede enunciar. Pero el interdiscurso también tiene primacía en el sentido de que define las relaciones entre entidades discursivas (o formaciones) que son constitutivas de las entidades discursivas. Lo que es discurso aceptable, en muchos aspectos es una cuestión de interdiscursividad en los niveles 2 y 3, porque las relaciones de importación y exportación interdiscursivas constituyen un intercambio de trabajo entre las entidades discursivas, y esto enmarca el discurso aceptable dentro de cada entidad discursiva: en general, un discurso tiene poca autoridad sobre lo que se supone que hablan otros discursos y, por lo tanto, aceptará la forma y el contenido importados de los otros discursos. Por otro lado, cuando un discurso exporta contenido a otros discursos, existen expectativas en cuanto a la forma y el contenido exportados. Por lo tanto, el sistema interdiscursivo da forma a los discursos.